# 空の要塞
『空の要塞』（そらのようさい、原題：I Wanted Wings）は、アメリカ合衆国の映画。

## キャスト
- レイ・ミランド（ジェフ・ヤング）
- ウィリアム・ホールデン（アル）
- ウェイン・モリス (俳優)（英語版）
- ブライアン・ドンレヴィ
- コンスタンス・ムーア（英語版）
- ヴェロニカ・レイク
- ヘッダ・ホッパー